# Chalsa
Chalsa (nep. चालसा) – gaun wikas samiti w zachodniej części Nepalu w strefie Seti w dystrykcie Achham. Według nepalskiego spisu powszechnego z 2011 roku liczył on 461 gospodarstw domowych i 2564 mieszkańców (1292 kobiety i 1272 mężczyzn).